# Adolf Zutter

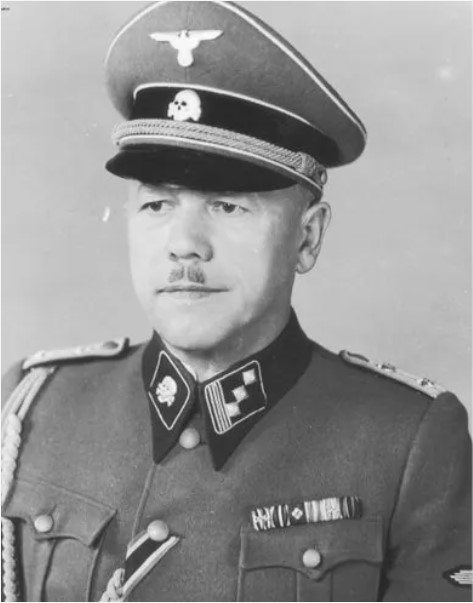
SS-Hauptsturmführer Adolf Zutter

Adolf Zutter (* 10. Februar 1889 in Zweibrücken; † 27. Mai 1947 in Landsberg) war ein deutscher SS-Hauptsturmführer und Adjutant des Lagerkommandanten im KZ Mauthausen.

## Leben
Zutter war Sohn des Maschinenschmiedes Ludwig Zutter. Im Jahr 1905 ablsoveierte er in Zweibrücken die Realschule, danach besuchte Zutter bis 1905 die Präparandenschule in Blieskastel, an der er auf eine Ausbildung als Volksschullehrer vorbereitet wurde, die er 1908 in der Lehrerbildungsanstalt in Kaiserslautern beendete. Nach Abschluss des Vorbereitungsdienstes in verschiedenen Volksschulen legte er im Jahr 1912 die Anstellungsprüfung ab. Bis 1921 arbeitete er als Volksschullehrer.
Im Sommer 1914 musste er diese Tätigkeit für viereinhalb Monate unterbrechen, um als Ersatzreservist beim 22. Bayerischen Infanterieregiment zu dienen. Im Jahr 1921 wurde Zutter von der Regierung der Pfalz angeordnet, an einem Kurs an der Handwerksschule Kaiserslautern teilzunehmen, in dessen Rahmen er mehrere Monate lang in der Schlosswerkstätte sowie der Malerabteilung der Schule arbeitete und anschließend ein siebenwöchiges Praktikum auf einer Baustelle absolvierte. Nach Beendigung des Kurses wurde er im Jahr 1923 zum Gewerbelehrer gewählt.
Im Mai 1933 trat er der NSDAP (Mitgliedsnummer 3.543.330) und der SS (SS-Nummer 226.911) bei. Nachdem er zwei Jahre lang einer Hundertschaft der 10. SS-Standarte angehört hatte, deren Führer bis zum April 1933 Theodor Eicke gewesen war, wurde er 1935 Pressereferent beim Stab des Sturmbannes der Standarte. Ab November 1937 war Zutter auch als Schulungsredner beim Stadtpolizeiamt Zweibrücken tätig. Im Herbst 1938 nahm er auch bei einer Übung in Dachau tei.
Im August 1939 wurde er im Zuge der Mobilmachung zum aktiven Dienst zur Polizeiverstärkung in das KZ Dachau einberufen, wo er zunächst als Ausbildner für Bauleiter tätig war und dann als Zugführer in einer Wachkompanie eingesetzt wurde. Am 27. September 1939 wurde seine Kompanie zur Bewachung eines Häftlingstransports nach KZ Mauthausen eingesetzt. Zutter blieb Zugführer der 2. Kompanie, bis er sie im Januar 1941 als Kompanieführer übernahm.
1942 war Zutter für kurze Zeit Kommandoführer im Steinbruch Wiener Graben, im Juni desselben Jahres wurde er in die Adjutantur versetzt. Als Adjutant von Franz Ziereis war er für die Ausführung der Kommandantubefehle, für Personalangelegenheiten und den Schriftverkehr des Kommandanten zuständig. Kurz vor Kriegsende übernahm er im April 1945 noch den Posten des Kassenleiters für das KZ Mauthausen.
Am 20. Juni 1945 wurde Zutter im oberösterreichischen Kirchdorf an der Krems gefangen genommen und schließlich nach Dachau gebracht. Zutter wurde vor einem US-Militärgericht beim Mauthausen-Hauptprozess im Rahmen der Dachauer Prozesse angeklagt und am 13. Mai 1946 zum Tod durch den Strang verurteilt. Beim Urteil wurden als individuelle Exzesstaten bei Zutter die Anordnung und Durchführung von Exekutionen sowie die Teilnahme an Vergasungen berücksichtigt. Das Urteil wurde am 27. Mai 1947 im Kriegsverbrechergefängnis Landsberg vollstreckt.